# Mrežni dnevnik
Mrežni dnevnik, dnevak, mrežnik ili blog (anglizam, duži naziv weblog) je oblik objavljivanja informacija na internetu (World Wide Webu) koji sadrži ponajprije periodičke članke u obrnutu vremenskomu slijedu - najnoviji članci nalaze se na vrhu stranice. 
Blogovi mogu biti pojedinačni i suradnički. U hrvatskome jeziku nema razlikovanja kao u engleskome, u kojemu se termin weblog češće koristi za suradničke, a blog za osobne projekte. Mogu biti u obliku časopisa, tematski, osobni, povezani u skupine ili vezani uz domenu u kojoj se nalaze - blogosfera.  

## Povijest u Hrvatskoj
Korištenje mrežnika počinje se širiti u Hrvatskoj pojavom domaćih mrežnih stranica 2004. godine. Prvi hrvatski blog alat bio je MojBlog.hr koji se pojavio u proljeće 2004, a kasnije, početkom svibnja rad počinje i Blog.hr koji je povezan s e-zine Monitor te uz medijsku promociju u masovnim medijima postiže veliku popularnost. Od svibnja 2007. u vlasništvu je Nova TV SLOG ili Slavonski Blog koji je mreža blog alata na mjesnim slavonskim portalima. 

## Alati
Alati se dijele na dedicirane, koji se instaliraju na vlastiti server (domenu). Velik broj CMS sustava ima i mogućnost postavljanja novosti u obliku bloga. Recenzije besplatnih alata održava www.opensourcecms.com. Wordpress nudi mogućnost instalacije na vlastite stranice ili besplatni server. Moguće je blog kategorizirati po specifičnim kategorijama, što omogućava organizaciju u zbirke. www.blogger.com omogućava suradnički blog, te učitavanje bloga na lokaciju po želji, alat u slučaju potrebe promjene lokacije bloga.
Mojblog je uveo mogućnost podcasta, te pretvaranja teksta u PDF format.

## Tipologija
Tipologija blogova je disciplina koja pokušava katalogizirati blog prema posebnosti teme o kojoj se piše. Pojedini alati omogućavaju kategorizaciju tekstova, dok su drugi pisani s posebnom svrhom. Najčešća pojava su nespecifični blogovi koji zadiru u razne teme.
Osobne stranice u formi mrežnika koriste se istim alatima, ali je rezultat statična stranica.

## Popularnost
Veliki porast blogovi mogu zahvaliti padu interesa za masovne medije. U Sjedinjenim Američkim Državama, gledanost nacionalnih televizijskih mreža te tiskanih medija godinama bilježi pad. Karakteristično je da se publika okrenula većem broju kabelskih kanala, a izdavaštvo je krenulo u smjeru mikro publikacija. 
Neprofitni autori kao i autori na početku svog stvaralačkog rada često se zanimaju za suradničke projekte u koje se ubrajaju i mrežnici.
Nagli porast popularnosti ubrzo po pokretanju alata na hrvatskome jeziku upućuje na pomodni karakter razvoja blogosfere u Hrvatskoj.